# شارلوت مور
شارلوت مور (بالإنجليزية: Charlotte Moore) هي منافسة ألعاب القوى بريطانية، ولدت في 4 يناير 1985.

## وصلات خارجية
- شارلوت مور على موقع الاتحاد الدولي لألعاب القوى (الإنجليزية)